# رنه کوآکو
رنه کوآکو (فرانسوی: René Coicaud‎; ۲۵ اوت ۱۹۲۷ – ۱ اکتبر ۲۰۰۰)  شمشیرباز اهل فرانسه بود.
وی در مسابقات کشوری و بین‌المللی در مجموع برندهٔ ۱ مدال نقره شده‌است.